# Теорема Картана — Дьёдонне
Теорема Картана — Дьёдонне — теорема, названная в честь французских математиков Эли Жозефа Картана и Жана Дьёдонне. Теорема касается структуры автоморфизмов пространства, снабжённого симметричной билинейной формой (например, евклидова пространства).

## Формулировка теоремы
Пусть (V, b) — n-мерное векторное пространство (над полем, характеристика которого не равна 2) с невырожденной симметричной билинейной формой. Тогда каждый элемент ортогональной группы O(V, b) представляется в виде композиции не более чем n симметрий относительно гиперплоскостей.

## Следствие теоремы
Если {\displaystyle T} — ортогональное преобразование в {\displaystyle R^{(3)}} и {\displaystyle |T|=1}, то существует вектор {\displaystyle \nu \neq 0} такой, что {\displaystyle T_{\nu }=\nu }.